# Хрепёлка (приток Чёрной)
Хрепёлка — река в России, протекает по Батецкому району Новгородской области. Устье реки находится в 7 км по правому берегу реки Чёрная. Длина реки составляет 20 км.

## Данные водного реестра
По данным государственного водного реестра России относится к Балтийскому бассейновому округу, водохозяйственный участок реки — Луга. Относится к речному бассейну реки Нарва (российская часть бассейна).
Код объекта в государственном водном реестре — 01030000512102000025606.